# Iwaniska (gromada)
Iwaniska – dawna gromada, czyli najmniejsza jednostka podziału terytorialnego Polskiej Rzeczypospolitej Ludowej w latach 1954–1972.
Gromady, z gromadzkimi radami narodowymi (GRN) jako organami władzy najniższego stopnia na wsi, funkcjonowały od reformy reorganizującej administrację wiejską przeprowadzonej jesienią 1954 do momentu ich zniesienia z dniem 1 stycznia 1973, tym samym wypierając organizację gminną w latach 1954–1972.
Gromadę Iwaniska z siedzibą GRN w Iwaniskach utworzono – jako jedną z 8759 gromad na obszarze Polski – w powiecie opatowskim w woj. kieleckim, na mocy uchwały nr 13f/54 WRN w Kielcach z dnia 29 września 1954. W skład jednostki weszły obszary dotychczasowych gromad Iwaniska, Krępa Stara, Tęcza i Zaldów ze zniesionej gminy Iwaniska oraz Wojnowice ze zniesionej gminy Modliborzyce w tymże powiecie. Dla gromady ustalono 25 członków gromadzkiej rady narodowej.
31 grudnia 1959 do gromady Iwaniska przyłączono wsie Kopiec, Radwan, Ujazd, Haliszka i Toporów, kolonie Niwa Kopieczna, Radwanówek, Oporówek, Jakubówka, Dąbrowa, Oporów A, Oporów B i Płaszczyzna, osady młyńskie Kopiec, Chrusty i Kabza oraz parcelację Ujazd ze zniesionej gromady Ujazd, a także wieś Stobiec oraz kolonie Stobiec i Kopanina ze zniesionej gromady Stobiec.
1 stycznia 1968 do gromady Iwaniska przyłączono wieś Boduszów i kolonię Boduszów z gromady Przepiórów w tymże powiecie.
1 stycznia 1969 do gromady Iwaniska przyłączono obszar zniesionej gromady Marianów.
Gromada przetrwała do końca 1972 roku, czyli do kolejnej reformy gminnej. 1 stycznia 1973 reaktywowano gminę Iwaniska.